# Matinhas
Matinhas is een gemeente in de Braziliaanse deelstaat Paraíba. De gemeente telt 4.314 inwoners (schatting 2009).